# 琉璃湖 (加利福尼亞州)
水晶湖（英語：Crystal Lake）是位於美國加利福尼亞州內華達縣的一個非建制地區。該地的面積和人口皆未知。

## 地理
水晶湖的座標為39°19′22″N 120°34′13″W / 39.32278°N 120.57028°W，而該地的平均海拔高度為1749米（即5738英尺）。